# Société nationale des hydrocarbures
La Société nationale des hydrocarbures est la compagnie pétrolière nationale camerounaise. Avec pour président du conseil d'administration Ferdinand Ngoh Ngoh et pour PDG Adolphe Moudiki.

## Histoire
La SNH est créée le 12 mars 1980 est une entreprise publique avec pour seul actionnaire l'État camerounais. Elle réalise un chiffre d'affaires d'environ 754,3 millions de dollars en 2021 et se positionne à la première place nationale des entreprises selon le chiffre d'affaires. L'année d'après elle réalise un chiffre d'affaires de plus de 1 275 millions de dollars. Ce qui permet à la SNH d'occuper la 106e place des meilleures entreprises africaines selon le classement du magazine jeune Afrique de 2022.

## Missions
La SNH a pour missions de promouvoir et valoriser le domaine minier national et de gérer les intérêts de l’État dans le secteur des hydrocarbures.

## Conseil d'administration de juillet 2024
Le PCA de l'entreprise, Ferdinand Ngoh Ngoh, lance en juillet 2024 un conseil d'administration extraordinaire avec comme ordre de jour, entre autres, le remplacement de Adolphe Moudiki de la tête de l'entreprise,,.
Le conseil d'administration ne se tient pas au siège de l'entreprise, les accès étant refusés aux membres et il se déroule finalement au palais de l'Unité, présidence de la république du Cameroun,.

## Organisation
La société est organisée en plusieurs directions :
- Direction de l’Exploration (DEX)
- Centre d'Informations Pétrolières (CIP)
- La Direction de la Production (DPR)
- La Direction du Gaz (DGZ)
- Direction Commerciale (DCO)
- Direction Financière (DFI)
- Direction du Budget et du Contrôle (DBC)
- Direction de la Stratégie et du Développement (DSD)
- Direction des Ressources Humaines (DRH)
- Direction des Affaires Générales (DAG)
- Division Juridique (JUR)
- Division Informatique (DI)
- Division de la Communication (COM)
- Représentation SNH de Douala (R/SNH-Dla)
- Comité de Pilotage et de Suivi des Pipelines (CPSP)